# オースチン装甲車
オースチン装甲車（オースチンそうこうしゃ）は、第一次世界大戦中にイギリスのオースチン社が開発した装輪装甲車である。もともとはロシア帝国の発注で生産されたが、ロシア帝国軍・ロシア内戦中の両陣営のほか、イギリス陸軍や日本陸軍などでも使用された。オースチン装甲自動車。

## 開発
第一次世界大戦勃発直後の1914年8月に、ロシア帝国は装甲車部隊の編成を決め、自国での量産は困難であることから外国に発注することとした。これに応じてオースチン社が開発したのが、オースチン装甲車1型である。乗用車をベース車両として装甲板をねじ止めし、ロシア側の要求仕様に応じて並列した2つの銃塔にマキシム機関銃を装備していた。さっそく1914年9月29日に48両が発注された。価格は1両あたり1150ポンドだった。
1型の実戦投入の結果、装甲が脆弱なことが判明し、現地で装甲強化がされたが、大幅な重量増加と走行性能低下を生じた。そのため、より大馬力のトラックを原型とした改良型が開発されることとなり、1915年3月に2型として60両が発注された。装甲強化などが行われたが、後部ドアの廃止は運用部隊では歓迎されず、引き渡し後の現地で後部運転席とハッチを追加するなどの改修が加えられた。後部運転席を最初から備えた3型も1916年8月に発注され、生産された。翌1917年には、さらなる改良型であるいわゆる1918年型が発注されたが、引き渡し前にロシア革命が発生し、ロシアへは輸出されなかった。
また、1916年には、ロシア帝国は自国でもオースチン装甲車を製造することにした。ベースとなる車体はオースチン社から輸入し、自国で生産した上部構造物と合わせて組み立てる方式だった。上部構造はサンクトペテルブルクのプチロフ工場（プチーロフ工場）が生産を担当したため、一般にプチロフ型（プチーロフ型）として知られる。1917年7月までに組み立てる計画だったが、ロシア革命の影響で工場の機能が麻痺し、1918年3月になってようやく最初の1両が完成した。後に生産拠点はイゾルスキー工場（Izhorski Works）へと移され、1920年までに総計33両が完成した。さらにベース車体をケグレッセ式（en:Kégresse track）の半装軌車に変更した型も生産され、1919～1920年に12両が完成している。
なお、第一次世界大戦後のイギリスでは、米国のピアレス社製のトラックをベース車両として、オースチン装甲車の設計を流用したピアレス装甲車（en）が製造されている。

## 運用

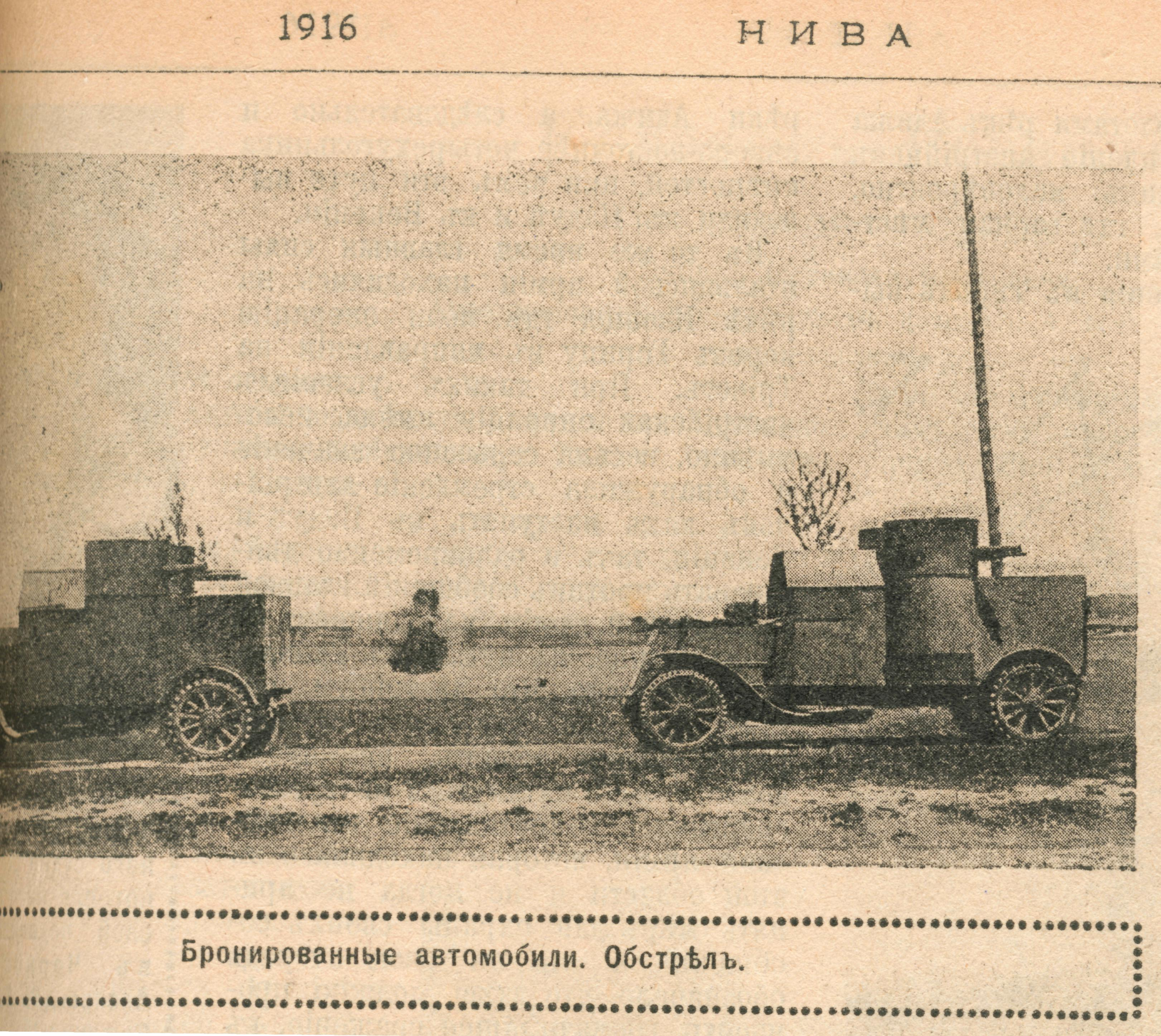
ロシア軍が使用中のオースチン装甲車1型。（1916年）

### ロシア
ロシア帝国陸軍は、オースチン装甲車が到着すると、多数の機関銃自動車小隊（пулемётный автомобильный взвод）を編成した。最初の編制はNo.19と呼ばれるもので、オースチン装甲車3両と乗用車4台、トラックと燃料車各1台、オートバイ4台、約50名の将兵から構成され、第5～12機関銃自動車小隊が相当する。それ以降に創設の小隊は、No.20と呼ばれるオースチン装甲車2両と他の砲搭載型装甲車1両を中核とした編制に切り替えられた。第13～36小隊（ただし第25、29小隊を除く）がNo.20編制のオースチン装甲車部隊だった。これらは、師団や連隊に配属されて運用された。
1916年中盤までの実戦経験の結果、ロシア帝国陸軍は、より大規模な装甲車部隊の方が効果的であると判断した。そこで、1916年8月に従来の小隊を2～5個統合して、12個の装甲自動車大隊（броневой автомобильный дивизион）を編成した。装甲自動車大隊は、各軍の直轄部隊として運用されることになった。ただし、コーカサス方面などでは従来の小隊のままで残った例もある。
ロシア内戦に突入すると、さまざまな陣営の部隊がオースチン装甲車を使用した。中でも、赤軍がプチロフ型とケグレッセ型の全てと3型の大半を保有して、最も多数のオースチン装甲車を運用できた。赤軍は、4両の各種装甲車を中核に、以前の小隊規模に近い装甲自動車隊（броневой автомоильный отряд）を編成していた。1921年時点では、赤軍は約110両のオースチン装甲車を保有していた。赤軍の装甲自動車隊は、ポーランド・ソビエト戦争にも投入されたが、20両ものオースチン装甲車がポーランド陸軍に鹵獲される結果となっている。
その後、1931年に輸入型のオースチン装甲車は全て退役し、1933年までにはロシア生産型も含めた全てが退役した。

### その他
- イギリス - 1918年型の一部を、武装をホッチキス M1914機関銃に変更して陸軍で使用。大戦中に西部戦線へ16輌が送られたほか、アイルランド独立戦争などでも使用。
- 日本 - 1918年型を少数輸入して陸軍に配備し、シベリア出兵で使用。シベリアでは旧ロシア帝国軍のプチロフ型も鹵獲している[4]。1930年代まで現役だった。
- ポーランド - ロシア内戦やポーランド・ソビエト戦争で約20輌を鹵獲し、一部を1930年代まで使用した。
- フィンランド - フィンランド内戦でソ連から赤衛軍に2輌が供給され、白衛軍が鹵獲。1920年代後半まで使用。
- エストニア - 独立時にプチロフ型2輌を鹵獲し、「Tasuja」と「Suur Tõll」と命名して使用。
- ラトビア - 独立時に2型を1輌鹵獲し、「Zemgaleetis」と命名して使用。
- ルーマニア - 3型の1輌を使用。
- モンゴル - 1920年代にソ連から数輌を供与。
- ドイツ - 1919年に2型と3型を各2輌使用。
- オーストリア - 1935年時点でも使用中で、世界で最後の現役車両だったと考えられる。

## バリエーション

### イギリスでの生産型

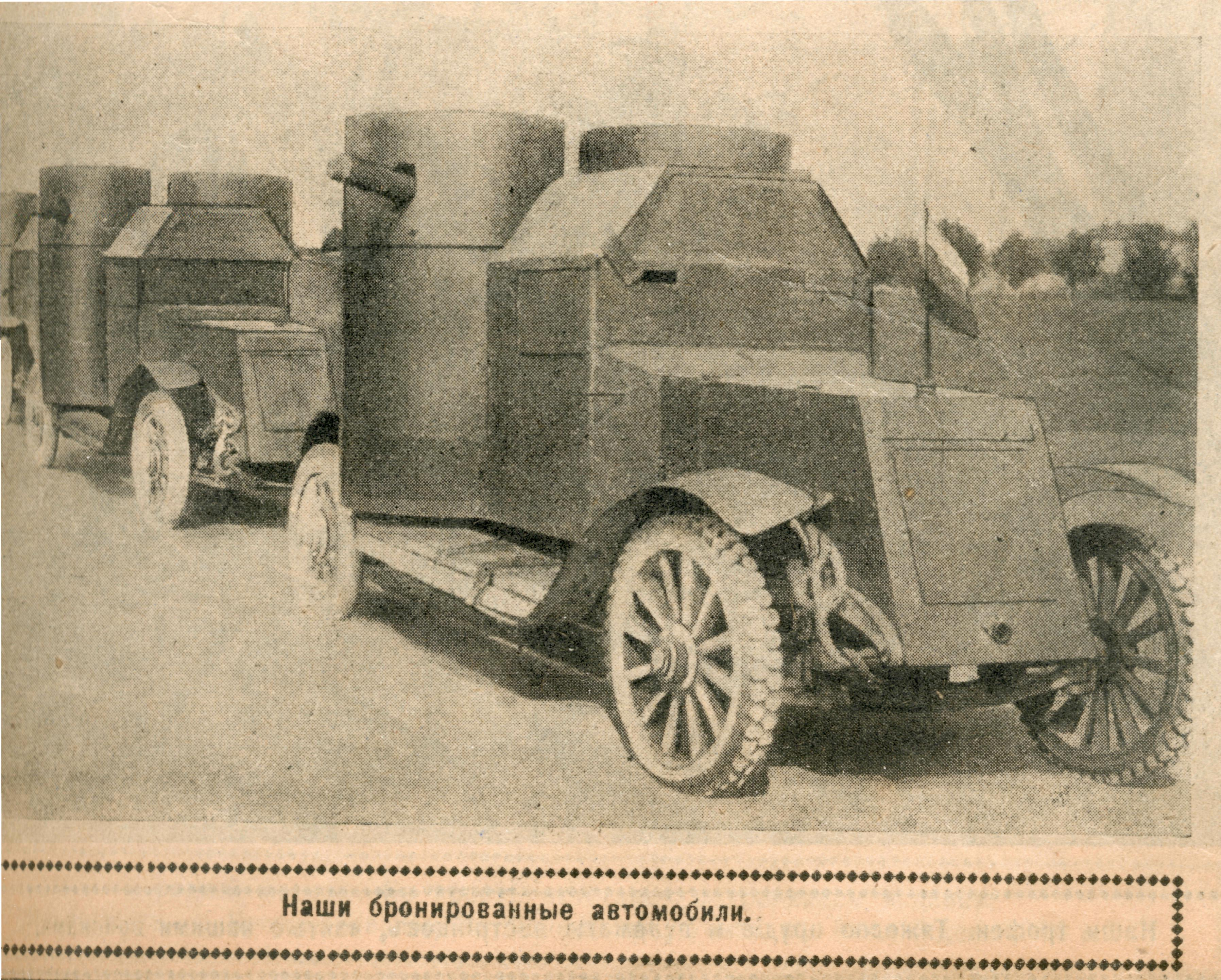
オースチン装甲車1型。（1916年）

1型（1914年型）
乗用車を原型とし、エンジンは30馬力、車輪は木製スポーク型。装甲厚は3.5～4mmだったが、後に前面装甲と防盾は7mm厚へ換装。製造時の重量は2.66tで、路上最高速度は50～60km/h、航続距離250km。ただし装甲強化後は、重量増により走行性能は大幅低下。乗員4名。生産数48両。
2型（1915年型）
1.5tトラックを原型とし、エンジンは60馬力。1型に比べると車体長が短縮され、運転席の屋根も変化し、装甲の強化がされている。後部ドアは廃止されたが、ロシアでの現地改造で後部運転席と後部ハッチが設置された。現地改造では機銃の防盾も変化している。重量5.3t、路上最高速度60km/h、航続距離200km、乗員数4～5名。生産数60両。
3型
後部運転席の設置、側面大型窓の廃止、機銃防盾の設計変更などを行った生産型。基本性能は2型と同じ。生産数60両。
1918年型
後部車輪をダブルタイヤにし、車体延長などをした生産型。ロシア帝国により70両が発注されたが、帝国崩壊により他国へと納入された。

### ロシアでの生産型
オースチン・プチロフ（Austin-Putilov、プチロフ型）
プチロフ工場（Putilovski Works）により、ロシアで現地生産された。ベース車体はオースチン社から3型と同じものを輸入した。上部構造は、銃塔を完全な並列配置ではなく前後にずらし、右側面ドアを設けるなどの改良がされている。基本性能は2型と同等で重量5.2t、乗員5名。生産数33両。詳細な性能は冒頭の要目表を参照。
オースチン・ケグレッセ（Austin-Kegresse、ケグレッセ型）
プチロフ型のベース車体を半装軌車に変更した現地生産型。重量5.8～5.9t、路上最高速度25km/h、航続距離100km。生産数12両。
白軍型（White-Austin）
ロシア内戦中に車体が破損した車両を解体し、上部構造を他の自動車に搭載して製造された現地改修車。フィアット社やパッカード社の自動車がベースに利用された。

## 現存車両
サンクトペテルブルクの「砲兵・工兵・通信軍事史博物館」（砲兵博物館）に、オースチン・プチロフ装甲車が保存展示されている。以前は市内のマーブル宮殿前に展示されていた車両である。この車両は、1917年4月にウラジーミル・レーニンが演説台として使用したものであると言われることがあるが、1917年にはプチロフ型は未生産のため誤伝である。
なお、サンクトペテルブルクのフィンランド駅前のレーニン広場には、レーニンのオースチン装甲車上での演説の模様を再現したとする銅像が建っている。台座がオースチン装甲車の砲塔を模した形状になっている。